# Francisco Pinheiro de Sousa Werneck

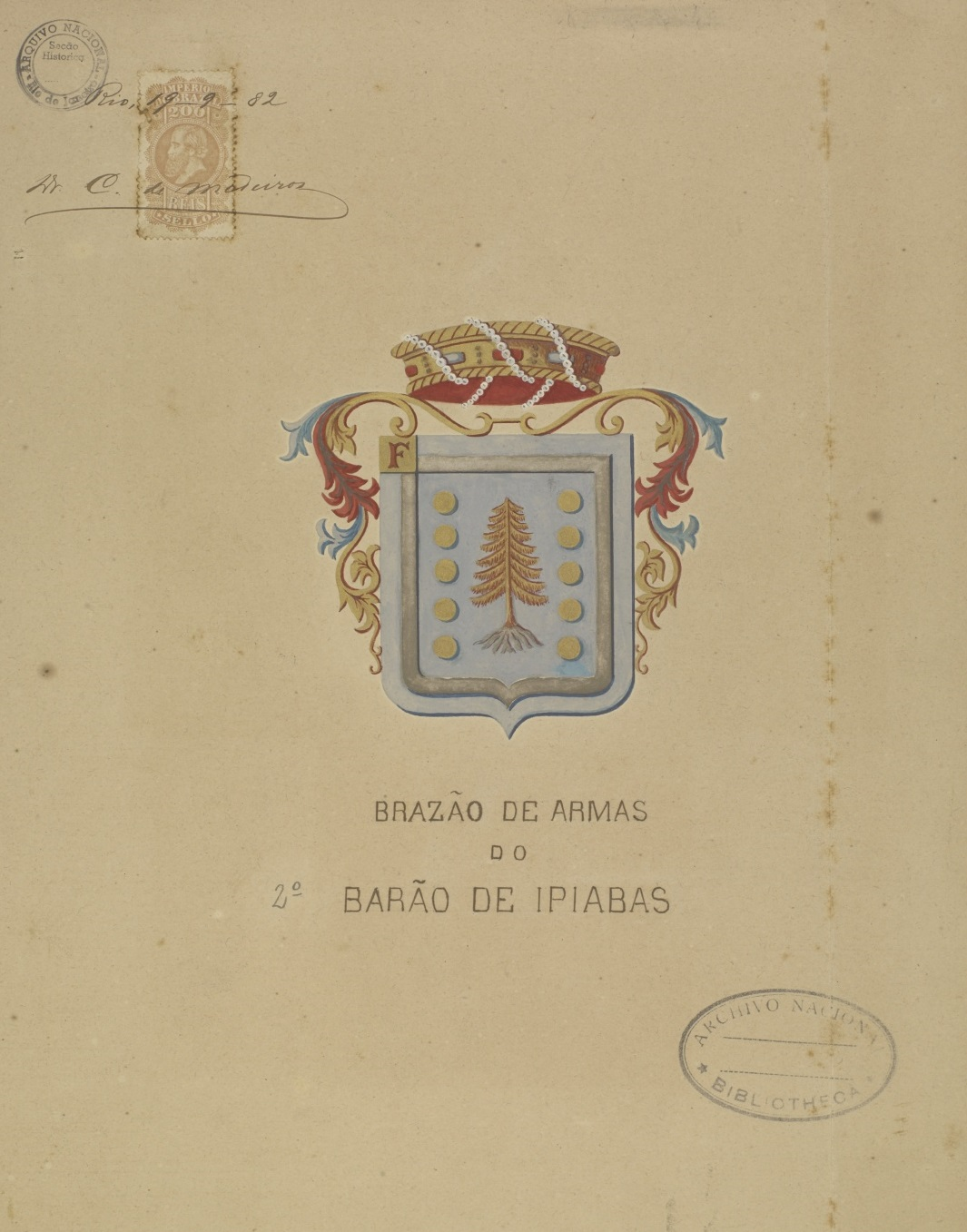
Brasão de Francisco Pinheiro de Souza Werneck, 1882. Arquivo Nacional.

Francisco Pinheiro de Sousa Werneck, segundo barão de Ipiabas (Rio de Janeiro, 26 de outubro de 1837 — Rio de Janeiro, 15 de abril de 1926).

## Biografia
Filho de Peregrino José de Américo Pinheiro, visconde de Ipiabas, e de Ana Joaquina de São José Werneck. Casou-se com Francisca Guilhermina de Almeida Werneck, filha de Francisco de Sousa Werneck e de Messias de Almeida. Tiveram uma filha:
- Carolina Peregrina Pinheiro de Sousa, casou-se com João Quirino da Rocha Werneck, segundo barão de Palmeiras (Pati do Alferes, 19 de setembro de 1846 — Vassouras, 15 de setembro de 1926), que foi deputado provincial e prefeito de Paraíba do Sul.

No período posterior à Proclamação da República, Werneck foi um dos deputados estaduais que elaboraram a primeira constituição estadual do Rio de Janeiro, em 1892.

## Título nobiliárquico
Agraciado com o título de barão, por decreto imperial de 22 de setembro de 1882. O título faz referência a um distrito de Barra do Piraí.